# Isla Kiwayuu
Kiwayuu (escrita también como Kiwayu) es una pequeña isla en la parte oriental del archipiélago de Lamu, situada en la Reserva Nacional Marina Kiunga. La principal actividad económica es la pesca, hay una escuela, y un pozo en la isla. La principal atracción para los turistas en Kiwayuu son las pozos, el snorkeling, así como piscinas de buceo situadas en la parte oriental de la isla (del lado del Océano Índico).
El hospital más cercano está en la isla Lamu fuera de la ciudad del mismo nombre. Para llegar a Kiwayuu desde Lamu, debe tener un bote de vela llamado dhow (que tarde 7 horas en el viaje) o un barco de motor (2 horas de viaje).